# كبار النفط

جدول الرئيسية الطاقة شركة يطلق عليها اسم «شركات النفط الكبرى» حسب آخر نشرت الإيرادات (2005)

كبار النفط (بالإنجليزية: Big oil) هو مصطلح يوضح أضخم ست أو سبع شركات نفط ليست مملوكة للدولة، حسب وسائل الإعلام المالية fالعالمية. وتتاجر بأسماء تجارية مختلفة وهي: إكسون موبيل ورمزها (XOM)، شل ورمزها (RDS)، بي بي ورمزها (BP)، شيفرون ورمزها (CVX)، كونوكو فيلبس ورمزها (COP)، توتال ورمزها (TOT)، وإني ورمزها (ENI). المصطلح مشابه لغيره مثل مصطلح كبار التكنولوجيا الذي يصف الصناعة التي يهيمن عليها عدد قليل من الشركات العملاقة. 
بدأت تلك الشركات بالظهور في أواخر التسعينات، بسبب الانكماش الحاد في أسعار النفط. فبدأت شركات النفط الكبرى بالاندماج في محاولة لتحسين وضعها الاقتصادي، والتحوط من تقلبات أسعار النفط، وتقليل الوفرة الاحتياطية المالية وذلك من خلال إعادة استثمارها.
كبير النفط لدمج الشركات وبدأت في كثير من الأحيان في محاولة لتحسين وفورات الحجم، والتحوط ضد تقلبات أسعار النفط، وتخفيض كبير من الاحتياطيات النقدية من خلال إعادة استثمار.
تم دمج شركتي بي بي وأموكو عام 1998، ثم إكسون وموبيل عام 1999، وتوتال مع بتروفينا البلجيكية 1999 ثم مع شركة ألف عام 2000، وشفرون مع تكساكو 2001، وآخر اندماج تم بين كونوكو وفيليبس بتروليوم عام 2002. جميع تلك الاندماجات تمت ما بين عامي 1998 و2002. ونتيجة لهذه النزعة الاندماجية فقد خلقت أضخم شركات تجارية بالعالم حسب تسلسل مجلة فوربس المسمى تقرير فوربس العالمي لعام 2000 وكذلك عام 2007 حيث احتلوا المراتب ال25 الآولى. فاحتلت اكسون موبيل المرتبة الأولى بتاريخ 1 ديسمبر 2006 على كبار النفط حسب القيمة السوقية من حيث السيولة النقدية والإيرادات والأرباح خلال 12 شهرا.
وتمتلك تلك المجموعة  حوالي 5% من الناتج الاحتياطي من النفط والغاز العالمي، وتحتل اكسون موبيل المرتبة 14. أما الباقي وهو 95% من الاحتياطي العالمي فتمتلكه شركات النفط الوطنية المملوكة للدولة، وتقع بشكل أساسي بمنطقة الشرق الأوسط.

## شركات النفط الكبرى
يشار أحيانا إلى تلك الشركات النفطية بإشارة (Big Oil)، وهو مصطلح استهزائي يصف القوة الاقتصادية لمصنعي النفط والغاز وملاحظة تأثيرهم السياسي خاصة بالولايات المتحدة، وهذا المصطلح مرتبط بشكل وثيق بمصطلح لوبي الطاقة. وعادة ماتستخدم لعرض تلك الصناعة ككل بتلك الطريقة الاستهزائية، فتلك الشركات أتت لتشمل التاثير الهائل الذي يمارسه النفط الخام على مجتمع العالم الأول الصناعي. كما أن المصطلح يستخدم ليناقش المستهلك في العلاقة ما بين إنتاج النفط واستخدامه، إذ أصبح المستهلكون في الولايات المتحدة وأوروبا يميلون للاستجابة لطفرات أسعار النفط من خلال شراء السيارات ذات كفاءة الوقود أفضل خلال هذه الفترات. 

### محور الخلاف
بدأ هذا المصطلح (Big Oil) باستخدامه بشكل منتظم بالإعلام منذ عام 2005 عندما بدأت الولايات المتحدة برفع سعر جالون البنزين الخالي من الرصاص فوق 2.00$ دولار، ثم 3.00$ دولار بداية الخريف، حتى وصل سعر برميل النفط الخام إلى 147$ في يوليو 2008، قبل أنهياره في الصيف من نفس العام. وقد عللت الزيادة إلى عدة عوامل، منها: زيادة الطلب عليه من دول ذات اقتصاديات متنامية، فأصبح الطلب أعلى من العرض، وعدم الاستقرار السياسي والتوتر لبعض الدول المصدرة للنفط مثل عراق وإيران ونيجيريا، وبعض الأحيان بسبب الأعاصير التي تضرب السواحل الأمريكية.
فالقضية الحالية تكمن ماإذا كان هناك نوع من الإستغلالية والجشع بصناعة النفط خلال فترة الأحداث الكارثية وعدم الاستقرار السياسي. فقد تأثرت صناعة النفط بسبب الزيادة في كلفة الوقود بأنواعه والذي يعزى تقريبا بأجمله إلى زيادة في تكلفة النفط الخام، ومجموعة الست الكبار ليس لهم إلا هيمنة محدودة على ذلك بسبب صغر حجمهم مقارنة مع الشركات النفطية الأخرى والتي تمتلكها الحكومات. ويشير أيضا إلى أن هامش الربح الصناعي يعتبر أقل بكثير من أرباح الصناعات الأخرى، مثل الصناعات الدوائية والمصرفية. وملخص تكلفة المصروفات، وعدم ضمان السوق، وجهود التوعية العامة لشرح خلفية تلك الصناعة، العرض والطلب، وتأثير نظام البيع الآجل على الأسعار.
لقيت تلك الصناعة الدعم من صناعيين ورجال مال من المحافظين والتي رأوها أنها مثال على اقتصاديات السوق الحر. بينما ركز المنتقدون على بيانات الأرباح ومحاولة لفرض ادعاءات بأن صناعة النفط تستفيد من الاضطرابات للإثراء غير المشروع. وقد قامت لجنة التجارة الفدرالية (Federal Trade Commission) بعمل تحقيق، ولكنها لم تجد أي سوق سوداء أو غير مشروع للتلاعب بأسعار الوقود في الولايات المتحدة.
وصلت إجمالي أرباح تلك الشركات الستة ما بين عامي 2004 و2007 إلى 494.8 مليار دولار أمريكي.

## وصلات خارجية
- «الصحوة الخام» نسخة محفوظة 24 سبتمبر 2015 على موقع واي باك مشين. الآن (سلسلة تلفزيونية) ، أسبوع من الآن 16 يونيو [] 2006.
- «شركات النفط الكبرى bigtime's نهب»)، والتحرير من بوسطن غلوب ' '، [2 سبتمبر] [] [2005].
- «شركات النفط الكبرى تتحمل العبء الأكبر حول اسعار الغاز»[وصلة مكسورة]، رويترز، 23 أكتوبر 2005.
- «ساخنة في جلسات الاستماع، والدفاع عن اصحاب النفط الكبيرة في الأرباح»، وكالة انباء اسوشيتد برس) عن طريق سي إن إن)، 9 نوفمبر، 2005.